# Mozambique op de Olympische Zomerspelen 2024
Mozambique nam deel aan de Olympische Zomerspelen 2024 in Parijs, Frankrijk.

## Aantal deelnemers
Hieronder volgt een overzicht van de atleten die zich reeds gekwalificeerd hebben voor de Olympische Zomerspelen van 2024.
| Sport    | Mannen | Vrouwen | Totaal |
| -------- | ------ | ------- | ------ |
| Atletiek | 1      | 0       | 1      |
| Boksen   | 1      | 1       | 2      |
| Judo     | 0      | 1       | 1      |
| Zeilen   | 0      | 1       | 1      |
| Zwemmen  | 1      | 1       | 2      |
| Totaal   | 3      | 4       | 7      |

## Deelnemers en resultaten

### Atletiek

#### Loopnummers
Mannen
| Atleet        | Onderdeel | Voorronde | Voorronde | Series         | Series         | Herkansingen | Herkansingen | Halve finale   | Halve finale   | Finale         | Finale         |
| Atleet        | Onderdeel | Tijd      | Rang      | Tijd           | Rang           | Tijd         | Rang         | Tijd           | Rang           | Tijd           | Rang           |
| ------------- | --------- | --------- | --------- | -------------- | -------------- | ------------ | ------------ | -------------- | -------------- | -------------- | -------------- |
| Steven Sabino | 100 m     | DSQ       | DSQ       | Niet geplaatst | Niet geplaatst | n.v.t.       | n.v.t.       | Niet geplaatst | Niet geplaatst | Niet geplaatst | Niet geplaatst |

### Boksen
Mannen
| atlete        | onderdeel     | eerste ronde         | tweede ronde         | kwartfinale          | halve finale         | finale               | rang           |
| atlete        | onderdeel     | tegenstander uitslag | tegenstander uitslag | tegenstander uitslag | tegenstander uitslag | tegenstander uitslag | rang           |
| ------------- | ------------- | -------------------- | -------------------- | -------------------- | -------------------- | -------------------- | -------------- |
| Tiago Muxanga | weltergewicht | Schachidow W 4 - 1   | Verde V 2 - 3        | niet geplaatst       | niet geplaatst       | niet geplaatst       | niet geplaatst |

Vrouwen
| atlete           | onderdeel     | eerste ronde         | tweede ronde         | kwartfinale          | halve finale         | finale               | rang |
| atlete           | onderdeel     | tegenstander uitslag | tegenstander uitslag | tegenstander uitslag | tegenstander uitslag | tegenstander uitslag | rang |
| ---------------- | ------------- | -------------------- | -------------------- | -------------------- | -------------------- | -------------------- | ---- |
| Alcinda Panguana | weltergewicht | Triebeľová W 5 - 0   | Yang L               |                      |                      |                      |      |

### Judo
Vrouwen
| atleet          | onderdeel | eerste ronde         | tweede ronde         | kwartfinale          | halve finale         | herkansing           | finale / BM          | finale / BM    |
| atleet          | onderdeel | tegenstander uitslag | tegenstander uitslag | tegenstander uitslag | tegenstander uitslag | tegenstander uitslag | tegenstander uitslag | rang           |
| --------------- | --------- | -------------------- | -------------------- | -------------------- | -------------------- | -------------------- | -------------------- | -------------- |
| Jacira Ferreira | −52 kg    | Maharani V 00 - 01   | niet geplaatst       | niet geplaatst       | niet geplaatst       | niet geplaatst       | niet geplaatst       | niet geplaatst |

### Zeilen
Vrouwen
| atlete         | onderdeel | race | race | race | race | race | race | race | race | race | race | race   | race   | race | netto punten | eindnotering |
| atlete         | onderdeel | 1    | 2    | 3    | 4    | 5    | 6    | 7    | 8    | 9    | 10   | 11     | 12     | M    | netto punten | eindnotering |
| -------------- | --------- | ---- | ---- | ---- | ---- | ---- | ---- | ---- | ---- | ---- | ---- | ------ | ------ | ---- | ------------ | ------------ |
| Deizy Nhaquile | ILCA 6    |      |      |      |      |      |      |      |      |      |      | n.v.t. | n.v.t. |      |              |              |

### Zwemmen
Mannen
| Atleet           | Onderdeel        | Series  | Series | Halve finale   | Halve finale   | Finale         | Finale         |
| Atleet           | Onderdeel        | Tijd    | Rang   | Tijd           | Rang           | Tijd           | Rang           |
| ---------------- | ---------------- | ------- | ------ | -------------- | -------------- | -------------- | -------------- |
| Matthew Lawrence | 100 m schoolslag | 1.04,95 | 32     | Niet geplaatst | Niet geplaatst | Niet geplaatst | Niet geplaatst |

Vrouwen
| atlete         | onderdeel     | series  | series | halve finale   | halve finale   | finale         | finale         |
| atlete         | onderdeel     | tijd    | rang   | tijd           | rang           | tijd           | rang           |
| -------------- | ------------- | ------- | ------ | -------------- | -------------- | -------------- | -------------- |
| Denise Donelli | 100 m rugslag | 1:08.73 | 34     | niet geplaatst | niet geplaatst | niet geplaatst | niet geplaatst |